# Sevilla (provincie)
Sevilla is een van de acht provincies van de Zuid-Spaanse autonome gemeenschap Andalusië. Ze grenst aan de provincies Málaga, Cádiz, Huelva, Córdoba en Badajoz in Extremadura. De hoofdstad is het gelijknamige Sevilla.
De provincie Sevilla heeft een oppervlakte van 14.036 km², en telt 1.950.056 inwoners (2021).
De rivier Guadalquivir doorkruist het gebied van het noorden naar het zuidoosten. Andere rivieren zijn de Genil, de Guadaira en de Viar.
De provincie heeft een warm oceanisch klimaat, met zachte winters en hete zomers met temperaturen die gemakkelijk de veertig graden overschrijden.

## Bestuurlijke indeling
De provincie Sevilla bestaat uit 9 comarca's die op hun beurt uit gemeenten bestaan. De comarca's van Sevilla zijn:
- Aljarafe
- Área Metropolitana de Sevilla
- Bajo Guadalquivir
- Campiña de Carmona
- Campiña de Morón y Marchena
- Comarca de Écija
- Sierra Sur
- Sierra Norte
- Vega del Guadalquivir

Zie voor de gemeenten in Sevilla de lijst van gemeenten in provincie Sevilla.

## Demografische ontwikkeling
Bron: INE
Opm: Bevolkingscijfers in duizendtallen
Almeria · Cádiz · Córdoba · Granada · Huelva · Jaén · Málaga · Sevilla